# 腓特烈·卡爾·奧古斯特
腓特烈·卡爾·奧古斯特（德語：Friedrich Karl August，1743年10月25日—1812年9月24日），瓦爾德克和皮爾蒙特親王，1763年至1812年在位。
腓特烈·卡爾·奧古斯特終生未婚，死後由弟弟格奧爾格繼位為瓦爾德克和皮爾蒙特親王。